# Nice and Slow
Nice and Slow è un brano musicale R&B del 1997 di Usher, estratto come secondo singolo dal suo secondo album My Way.  Il singolo è stato il primo di Usher a raggiungere la prima posizione della Billboard Hot 100, e il secondo ad arrivare alla prima posizione della Hot R&B/Hip-Hop Songs.

## Il singolo
Nice and Slow è il primo singolo di Usher ad arrivare alla vetta della prestigiosa classifica Billboard Hot 100 nelle prime settimane del 1998. Curiosamente invece nel Regno Unito, Nice and Slow non bissa il successo del precedente You Make Me Wanna arrivando al suo massimo alla posizione #24, diventando quindi l'ultimo singolo estratto da My Way ad essere pubblicato in UK. La canzone è stata scritta da Brian Casey del gruppo Jagged Edge, Manuel Seal Jr., Jermaine Dupri e lo stesso Usher Raymond.

## Il video
Il video prodotto per You Make Me Wanna è stato diretto da Hype Williams, con fotografia di Daniel Pearl. Le coreografie del brano sono state curate da Jamal & Rosero. Nel video, strutturato come un film d'azione, Usher deve salvare la sua fidanzata (interpretata da Kimora Lee Simmons) da una banda di malintenzionati che lo ricattano per soldi. Le scene, ambientate a Parigi, sono intervallate da sequenze in cui Usher esegue il brano, in cui viene spesso ripreso dal basso usando la tecnica fish-eye.

## Tracce
| UK CD 1 1. Nice & Slow 2. Nice & Slow (CD-Rom Video Element) 3. You Make Me Wanna/Just Like Me/My Way (Snippets) | UK CD 2 1. Nice & Slow (Radio Version) 2. Nice & Slow (Live Version) 3. Nice & Slow (B-Rock's Basement Mix) 4. Nice & Slow (Suli & Stef's Club Class Mix - UK Mix) |

## Classifiche
| Classifica                           | Posizione più alta |
| ------------------------------------ | ------------------ |
| Australian Australia                 | 44                 |
| Nuova Zelanda                        | 7                  |
| Paesi Bassi                          | 20                 |
| Svezia                               | 59                 |
| Regno Unito                          | 24                 |
| U.S. Billboard Hot 100               | 1                  |
| U.S. Billboard Hot R&B/Hip-Hop Songs | 1                  |